# Kateřina Březinová
Kateřina Březinová (ur. 1 marca 1972 w Pradze) – czeska aktorka i reżyserka dubbingu.
Ukończyła Konserwatorium w Pradze na wydziale muzyczno-dramatycznym. Była związana z teatrami w Moście i Czeskich Budziejowicach. Wcieliła się m.in. w postać Julii w Romeo i Julii, Rosalindy w Jak wam się podoba czy Heleny we Śnie nocy letniej. Oprócz tego podjęła pracę w Radiu Czeskim.
Jest także aktorką dubbingową. Jej głos można usłyszeć w licznych filmach i serialach telewizyjnych, również animowanych (np. My Little Pony: Przyjaźń to magia czy Fineasz i Ferb).